# Sing (Ed Sheeran)
Sing is een nummer van de Britse singer-songwriter Ed Sheeran uit 2014. Het is de eerste single van zijn tweede studioalbum X.
Sing is in een geheel andere stijl dat de voorgaande nummers van Sheeran. Het nummer gaat meer de R&B-kant op, wat Sheeran eerder niet deed. Sheeran zei, dat hij altijd al een fan was van R&B en dat hij geïnspireerd was door Justin Timberlake. Ook zingt Sheeran in het nummer hoger dan voorheen. Het nummer is geproduceerd en meegeschreven door de Amerikaanse zanger Pharrell Williams.
Het nummer werd in diverse landen een hit. In het Verenigd Koninkrijk werd het een nummer 1-hit, en in de Amerikaanse Billboard Hot 100 haalde het de 13e positie. In de Nederlandse Top 40 was het nummer goed voor een 7e positie en in de Vlaamse Ultratop 50 haalde het nummer 29.

## NPO Radio 2 Top 2000
| Nummer met noteringen in de NPO Radio 2 Top 2000 | '15  | '16  | '17  | '18  |
| ------------------------------------------------ | ---- | ---- | ---- | ---- |
| Sing                                             | 1373 | 1614 | 1483 | 1775 |

1. ↑  Een vetgedrukt getal geeft de hoogste notering aan.
2. ↑  2015 was het eerste jaar met een notering voor dit nummer.
3. ↑  Deze tabel is bijgewerkt tot en met de laatste editie (2024).